# Teorija programskih jezika
Teorija programskih jezika je potpolje računarskih znanosti koje se bavi istraživanjem, razvojem, karakterizacijom programskih jezika i nihovih svojstava. Teorija programskih jezika objedinjuje discipline kao: matematiku, lingvistiku, i softverski inženjering. Teorija programskih jezika je jako aktivno područje u računarskim znanostima, i novi programski jezici se pojavljuju redovito na svjetsku scenu.

## Povijest
U povjesti računarstva pojavili su se protoprogramski jezici (lambda račun) 1930'tih, dok je Konrad Zuse između 1943. i 1945. godine razvio programski jezik Plankalkül. Zuseove skripte i zabilječke bile su sačuvane poslije rata, no knjiga koju je napisao o Plankalkülu 1946. godine nije bila objavljena u javnost, a njegove publikacije o istomimenom programskom jeziku koja je bila objavljena jednom žurnalu 1948. godine nije imala nikakog odjeka u računarstvu tog vremena. Napredak i pomak na polju računarskih programskih jezika uzeo je zamaha u SAD-u. Prvi jednostavniji programski jezici pojavili su se već 1953. godine pojavom višeg jezika koji je imao ime Speedcode. Ovaj jezik razvio je John Backus za IBM, kao prevodilac za izvršavanje operacija računanja na računalu IBM 701. Dne 1956. pojavio se programski jezik Information Processing Language ili IPL, koji je po obliku izgledao kao simbolički makroasmebler. Prvi programski jezik koji se uspješno razvio i koji se primjenjivao u praksi bio je FORTRAN kojeg je razvio tim znastvenika u tvrtci IBM na čelu s Johnom Backusom između 1954. i 1957. godine. Paralelno s razvojem FORTRANA u IBM-u bio je stvoren i programski jezik COMTRAN za poslovne svrhe. Glavni dizajner ovog programskog jezika bio je Bob Bemer Svo prikupljeno znanje, metode i programsku podršku razvijenu za FORTRAN i COMTRANa omogućio je brži napredak i stvaranje novih programskih jezika.
Skupina znastvenika ohrabreni uspjehom FORTRANa i COMTRANa okupili su se u udruženje koje je imalo zadatak da stvori specifikaciju za novi univerzalni programski jezik. Kao rezultat toga rada bila je objavljena specifikacija porgramskog jezika ALGOL 58, koji je izrađen na sastanku koji se održao u Parizu 27. svibnja 1958. godine. Iste godine John McCarty na MIT-u s grupom suradnika neovisno razio programski jezik LISP koji je bio implementacija lambda računa. Godinu dana poslje; 1959. godine nastaju programski jezici: COBOL, FACT, IBM RPG i MAD.